# Haus Friedrichsbad

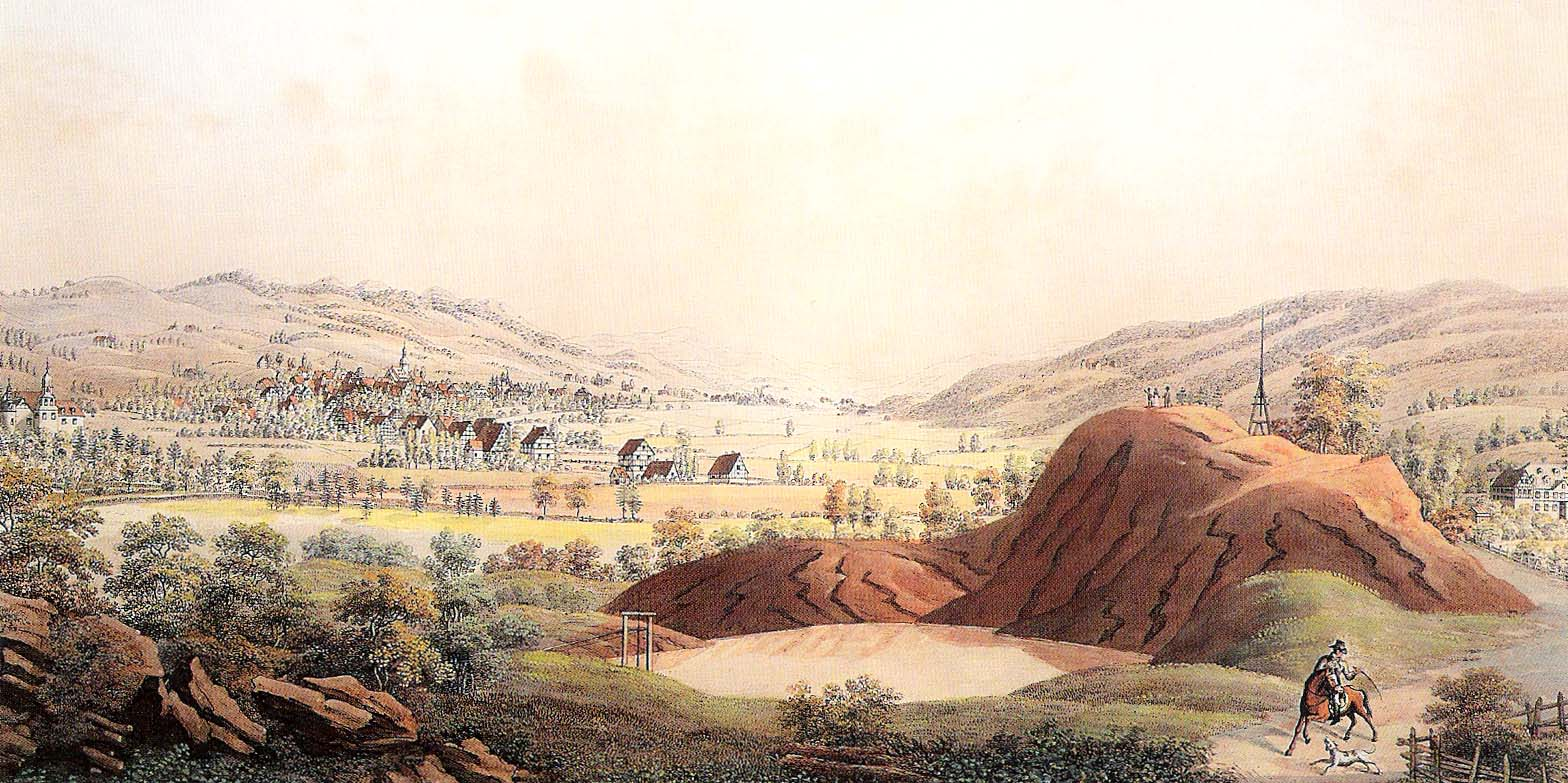
Am rechten Rand Haus Friedrichsbad zwischen 1804 und 1820

Haus Friedrichsbad war ein traditionsreiches Hotel in Schwelm. Erbaut als Bade- und Pensionshaus im klassizistischen Stil zwischen 1786 und 1796, ordnete es sich einer Kuranlage mit Park und Gesundbrunnen zu. Das Hotel wurde 2016 umbenannt zu „Parkhotel Fritz“. Das Gebäude steht unter Denkmalschutz.